# Ha’avara-Abkommen

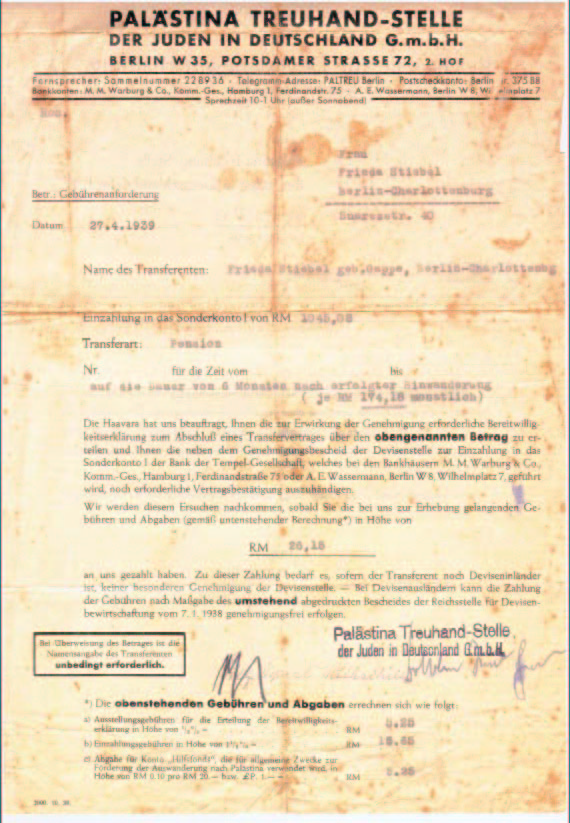
Übertragungsvertrag, der von der Palästina Treuhandstelle (Paltreu) verwendet wurde, um nach Palästina emigrierten Juden einen Teil des abgegebenen Vermögens zurückzuerstatten

Haʿavara-Abkommen (hebräisch הֶסְכֵּם הַעֲבָרָה Heskem Haʿavarah, deutsch ‚Abkommen der Übertragung‘) bzw. Palästina-Transfer, auch Hoofien-Abkommen nach Eliezer Sigfried Hoofien (1881–1957), dem damaligen Direktor der Anglo-Palestine Bank, ist der Name einer im August 1933 geschlossenen Vereinbarung, die nach zweimonatigen Verhandlungen zwischen der Jewish Agency, der Zionistischen Vereinigung für Deutschland und dem deutschen Reichsministerium für Wirtschaft zustande kam. Sie wurde am 10. August 1933 vom deutschen Reichswirtschaftsminister Kurt Schmitt unterzeichnet. Ziel war es, die Emigration deutscher Juden nach Palästina zu erleichtern und zugleich den deutschen Export zu fördern. Das Abkommen war innerhalb der zionistischen Bewegung umstritten, da es den Boykottmaßnahmen gegen die Nationalsozialisten zuwiderlief, die zeitgleich vorangetrieben wurden.

## Geschichte
Das Abkommen entstand ursprünglich aus einer Privatinitiative in Palästina. Sam Cohen war Generaldirektor der Hanotea (hebräisch הַנּוֹטֵעַ HaNōṭeʿa, deutsch ‚der Baumpflanzer‘), einer Gesellschaft zur Anlage von Citrusplantagen, und schloss im Mai 1933 einen Vertrag mit dem Reichswirtschaftsministerium im Umfang von 1 Million Reichsmark (ℛℳ), das bald darauf auf drei Millionen ℛℳ erweitert wurde. Ausreisewillige deutsche Juden konnten bis 40.000 ℛℳ auf ein Sperrkonto einzahlen und erhielten dafür den Gegenwert in Palästina-Pfund (£P) oder Sachwerten wie Häuser oder Citrusplantagen in Palästina. Die Gelder des Sperrkontos verwendete die Hanotea für den Import deutscher Waren nach Palästina. Das Reichswirtschaftsministerium ging davon aus, dass dies von den zionistischen Organisationen gebilligt worden war, dem widersprach aber bald darauf Georg Landauer von der Zionistischen Vereinigung für Deutschland (ZVfD) und jüdische Organisationen in England und den USA drängten im Gegenteil auf einen Boykott Deutschlands. Das änderte sich mit der zunehmend bedrohlichen Lage der Juden in Deutschland. Man entwickelte einen Vorschlag des Leiters der politischen Abteilung der Jewish Agency for Palestine Chaim Arlosoroff an den deutschen Generalkonsul in Jerusalem Heinrich Wolff vom April 1933 weiter. Das war inzwischen von Pinchas Ruthenberg, dem Gründer der Palestine Electric Company, weiterentwickelt worden und wurde im Juli 1933 von Werner Senator der zionistischen Exekutive in London vertraulich mitgeteilt. Vermögen von Juden in Deutschland sollte durch eine Treuhandgesellschaft aufgelöst werden und über eine Liquiditätsbank, die von Aktionären außerhalb Deutschlands gegründet werden sollte, nach Palästina transferiert werden. Der Treuhandfonds zahlte in die Bank ein, die wiederum Schuldverschreibungen an Juden im Ausland ausgab, die dafür ausländische Devisen erhielten. Die deutsche Regierung sollte eine Transfergarantie für Zinsen und Tilgungen der Schuldverschreibungen übernehmen. Als Ausgleich sollte die Bank aus dem zurückgelassenen Vermögen der Auswanderer finanzierte deutsche Exporte in die neuen Heimatländer der jüdischen Auswanderer unterstützen. Im August 1933 kam es zu einem entscheidenden Treffen im Reichswirtschaftsministerium. Von jüdischer Seite waren die Hanotea (Sam Cohen, Moses Nachnes), Arthur Ruppin (später Leiter der deutschen Abteilung der Jewish Agency), Eliezer Sigfried Hoofien von der Anglo-Palestine Bank in Tel Aviv und die Vertreter der ZVfD (Georg Landauer, Siegfried Moses) zugegen.

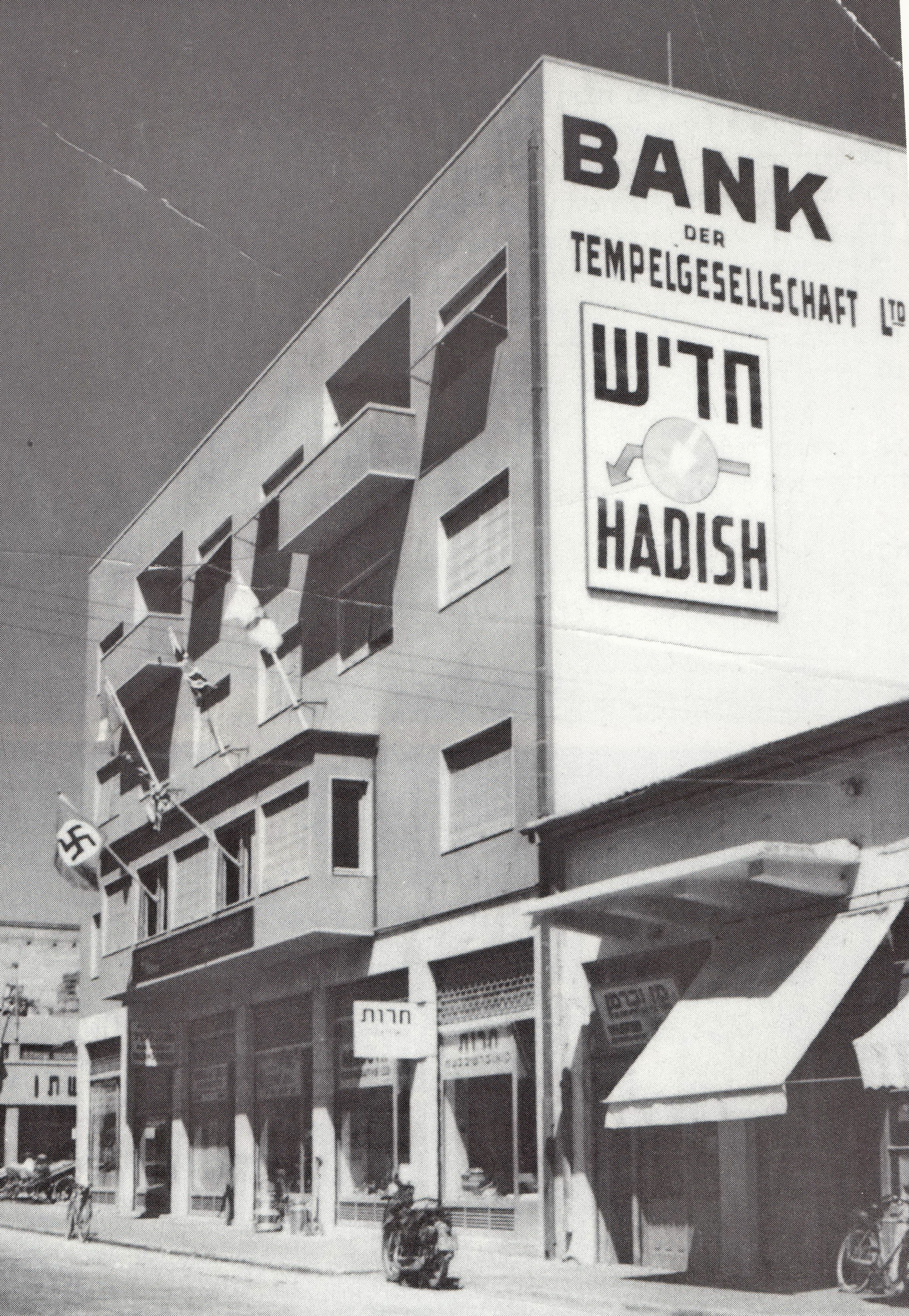
Zentrale der Bank der Tempelgesellschaft in Jaffa, 1936

Man einigte sich zwar nicht auf die Gründung einer Liquiditätsbank, aber einer Treuhandgesellschaft in Palästina, die den Auswanderern das auf ein Reichsmark-Sonderkonto der Anglo-Palestine Bank und der Bank der Tempelgesellschaft bei der Reichsbank Eingezahlte in Palästina auszahlte und außerdem den Absatz deutscher Exporte übernahm. Die Treuhandgesellschaft erhielt außerdem ein De-facto-Monopol auf solche Vermögensübertragungen jüdischer Auswanderer nach Palästina. Am 28. August 1933 wurde im Runderlaß Nr. 54/1933 des Reichswirtschaftsministeriums der Vertrag in Vollzug gesetzt. Er erhielt den Namen Haʿavara (hebräisch für Übertragung). Die Treuhandgesellschaft in Palästina erhielt den Namen Trust and Transfer Office Haʿavara Ltd. und stand unter Leitung von Werner Feilchenfeld. In Deutschland entstand die Palästina-Treuhandstelle zur Beratung deutscher Juden GmbH (Paltreu) unter Beteiligung der Banken M.M.Warburg & CO (Hamburg), A. E. Wassermann (Berlin) und der Anglo-Palestine Bank in Tel Aviv.
Verluste brachten Ausgleichszahlungen, um die Exportpreise zu verbilligen, die aufgrund der Nicht-Abwertung der Reichsmark sonst zu hoch gewesen wären. Außerdem gab es ab 1937 Negativ-Listen für Waren mit hohem Anteil von Auslandsrohstoffen, wofür ein Ausgleich gezahlt werden musste. Weiter gab es in Palästina auf Druck von palästinensischen Arabern und der Tempelgesellschaft Positiv-Listen, die die eingeführten Waren auf solche einschränkten, die in anderen Ländern nur mit Exportförderung absetzbar waren. Um dennoch mehr Waren abzusetzen, gründete die Haʿavara eine Tochtergesellschaft NEMICO für den Absatz von Waren in Ägypten, Mandats-Syrien und dem Irak. Auf Drängen des britischen Kolonialministeriums musste die Haʿavara in den Fällen, in denen ein britisches Unternehmen Interesse bekundete von der Bewerbung um Aufträge absehen. Innerhalb der internationalen zionistischen Bewegung stieß das Abkommen insbesondere in Amerika auf heftigen Widerstand. Auf dem 19. Zionistenkongress in Luzern 1935 setzten sich die Befürworter der Haʿavara durch. Allerdings wurden einige Einschränkungen beschlossen (Begrenzung auf Palästina) und die Aktien der Haʿavara wurden von der Anglo-Palestine Bank auf die Jewish Agency übertragen.

## Durchführung
Am 5. November 1933 wurde die Trust and Transfer Office Haʿavara Ltd. eingetragen, quasi als privates Unternehmen. Die Zionistische Weltorganisation billigte auf ihrer Konferenz am 20. August 1935 in Luzern mit Mehrheit den Haʿavara-Abschluss und nahm sogar deren ganze Tätigkeit in eigene Regie.
Die britische Mandatsverwaltung Palästinas verlangte von den Einwanderungswilligen ein Einwanderungszertifikat (Kapitalistenzertifikat) und, damit verbunden, den Nachweis finanzieller Mittel (so genanntes Vorzeigegeld) in Höhe von 1.000 £P pro Kopf, was etwa 8.000 ℛℳ entsprach. Nach den deutschen Devisenbestimmungen – der Reichsfluchtsteuer beschlossen 1931 im Zuge der Weltwirtschaftskrise, offiziell zur Eindämmung von Kapitalflucht bzw. Devisenspekulation, ab 1933 aber instrumentalisiert, um Vermögen auswandernder vor allem jüdischer Deutscher per Steuer zu konfiszieren – wurden von Auslandsüberweisungen hohe Abschläge einbehalten.
Das Haʿavara-Abkommen ermöglichte den Betroffenen, einen Teil ihres Vermögens nach Palästina zu transferieren, während ein bestimmter Prozentsatz des zu übertragenden Vermögens als Reichsfluchtsteuer vom deutschen Fiskus einbehalten wurde. Anfangs betrug dieser Steuersatz 25 %; er wurde im Zuge der verstärkten staatlich gelenkten Abpressung des Vermögens von Juden sukzessive erhöht. Verglichen mit anderen Exilländern erhob der deutsche Fiskus auf Transfers nach Palästina einen geringeren Satz der Reichsfluchtsteuer. Anders gesagt, deutschen Flüchtlingen auf dem Weg nach Palästina knöpfte der Fiskus beim Versuch, zumindest Teile ihres Vermögens mitzuretten, weniger Reichsfluchtsteuer ab als ihresgleichen bei der Flucht in andere Exilländer. Jüdische deutsche Auswanderer zahlten in Reichsmark eine Summe auf ein deutsches Konto des Transfer Office ein und beglichen parallel den darauf anfallenden Betrag an Reichsfluchtsteuer auf ein Konto des Fiskus.
Mit den Guthaben auf deutschen Konten des Transfer Office wurden deutschen Herstellern Güter bezahlt, die dann nach Palästina exportiert wurden, während der Importeur dort den Gegenwert in Palästina-Pfund auf ein Konto des Transfer Office in Palästina einzahlte. Das palästinensische Currency Board hielt das Palästina-Pfund bis Mai 1948 auf pari zum Pfund Sterling. In anderen Fällen brachten Auswanderer die von ihnen durch das Transfer Office bezahlten und dann exportierten Maschinen als Beteiligung in palästinensische bestehende oder neu gegründete Unternehmen ein und erhielten statt eines Pfundguthabens dann Anteile an diesen Unternehmen; so entstanden viele neue Unternehmen in Palästina. Diese Anteile wiederum konnte der künftige Auswanderer, sofern er die 1.000 £P noch zusammenbringen musste, um ein Kapitalistenzertifikat genanntes Einreisevisum für Palästina erteilt zu bekommen, durch beauftragte Treuhänder an Investoren verkaufen, die die Anteile in Pfund bezahlen konnten. Auch diese Zahlungen gingen auf palästinensische Konten des Transfer Office. Bei der Ankunft in Palästina erhielten die Auswanderer aus solchen Pfund-Guthaben auf palästinensischen Konten des Transfer Office dann den in Deutschland gezahlten Transferbetrag in palästinensischen Pfund erstattet.
Wegen der strikten Zuteilung deutscher Deviseneinnahmen vorrangig für Importe des deutschen Rüstungsbedarfs mussten auch alle übrigen Zahlungen zwischen Deutschland und Palästina über Konten des Transfer Office laufen. So bekamen nichtjüdische Palästinadeutsche in Sarona oder Bir Salem von Jahr zu Jahr weniger Zitrusexporte bezahlt, womit den deutschen Verbrauchern ihre so beliebten Jaffa-Orangen zunehmend vorenthalten wurden, während zugleich die Reichsregierung weniger und weniger Palästina-Pfund auf Konten des Transfer Office für Spenden und laufende Zuschüsse bewilligte, die deutsche Organisationen an ihre vielen karitativen Einrichtungen in Palästina und für Lohnzahlungen an dort tätige auslandsdeutsche Expats brauchten. Entsprechend wurden auslandsdeutsche Fachkräfte ins Reich zurückgesandt und das karitative Wirken mehr und mehr zurückgeführt.
Der Vertrag wurde von etwa 50.000 bis 60.000 jüdischen Deutschen genutzt, zum geschätzten Preis von 140 Millionen ℛℳ wurden Waren und Güter exportiert, wodurch entsprechende Zahlungen der Importeure in Palästina-Pfund zusammenkamen. Ab 1937 blockierten die britischen Behörden wegen des arabischen Aufstands zunehmend die Ausführung. Mit Kriegsbeginn 1939 war der Devisentransfer (obwohl bis 1941 formal zulässig) nicht mehr möglich.

## Zeitgenössische Kritik und Rezeption
In Palästina und im Ausland wurde das Abkommen einzelner jüdischer Organisationen mit dem NS-Regime heftig kritisiert. Auf dem 18. Zionistenkongress 1933 in Prag etwa bezeichnete der Schriftsteller Schalom Asch das Abkommen mit Hitlers Regime als „Verrat am Weltjudentum“. Chaim Arlosoroff, der damalige Verhandlungsführer der Jewish Agency, wurde wahrscheinlich deshalb im Juni 1933 Opfer eines Mordanschlags.

## Rezeption
Das Ha’avara-Abkommen geriet durch den 2011 erschienenen israelischen Dokumentarfilm Die Wohnung wieder in die Öffentlichkeit. Der Film erzählte von der Freundschaft zwischen dem Vorstandsmitglied der Zionistischen Vereinigung für Deutschland Kurt Tuchler und dem SS-Offizier Leopold von Mildenstein, die in dieser Zeit gemeinsam Palästina bereist hatten. Mildenstein veröffentlichte unter dem Synonym „LIM“ eine 12-teilige Artikelserie Ein Nazi fährt nach Palästina im Angriff, die zwischen dem 26. September und dem 9. Oktober 1934 erschien.
Heute wird das Haʿavara-Abkommen von Investigativjournalisten wie Edwin Black und Zionismuskritikern wie Lenni Brenner herangezogen, um eine Interessengemeinschaft von Zionismus und Nationalsozialismus zu belegen. Eine Gegenposition hierzu vertrat Alexander Schölch in seiner Studie Das Dritte Reich, die zionistische Bewegung und der Palästina-Konflikt.

## Literatur

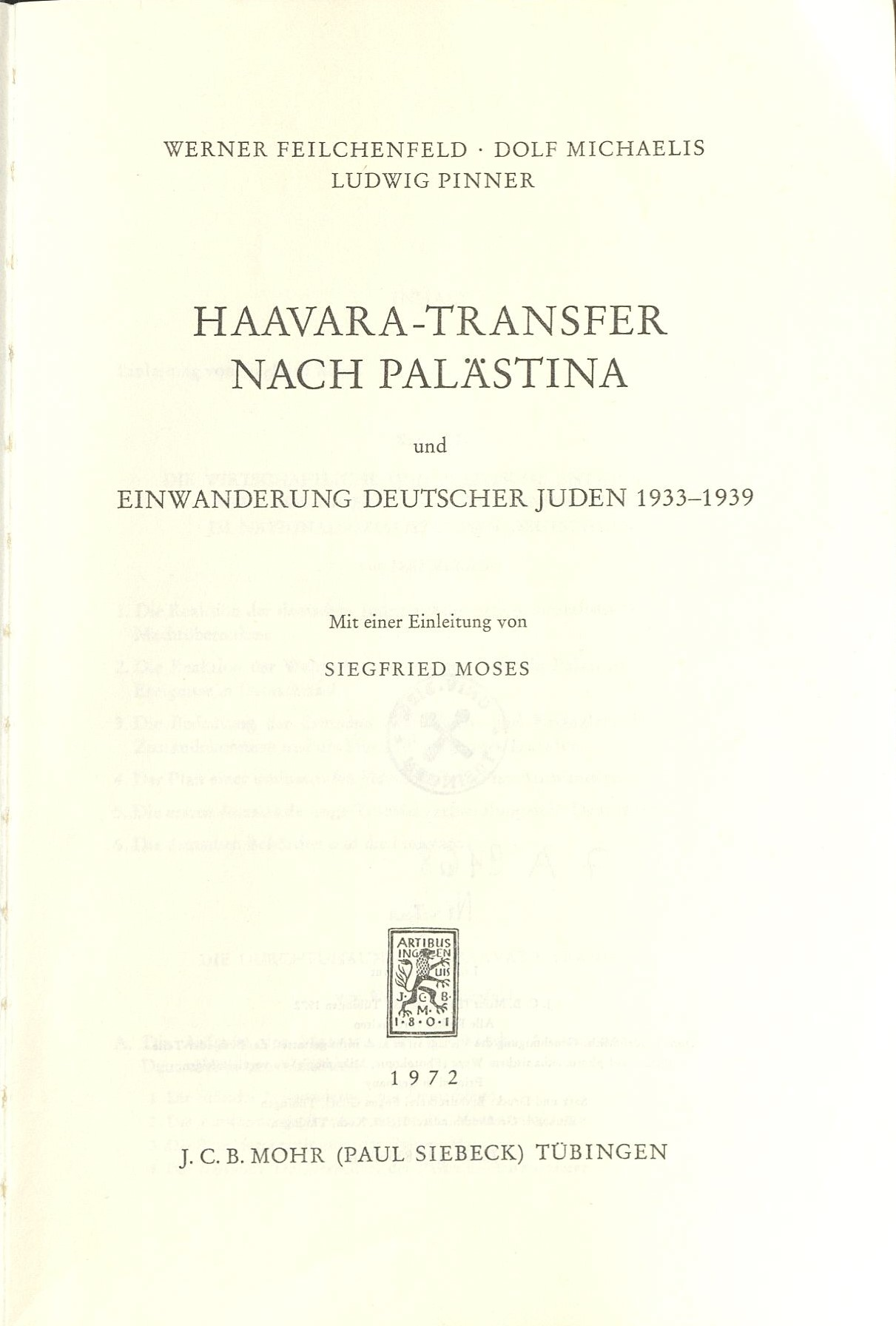
Werner Feilchenfeld, Dolf Michaelis, Ludwig Pinner: Haavara-Transfer nach Palästina und Einwanderung deutscher Juden 1933–1939